# Adenarake muriculata
Espèce
Adenarake muriculata est une espèce de plantes à fleurs dicotylédones de la famille des Ochnaceae.

## Répartition
Cette plante se rencontre dans le Nord du Brésil et au Venezuela.

## Description
Sauvagesia muriculata est un carex vivace. Il a des fleurs jaunes qui sont regroupées en petites têtes. La graine est une petite noix dure de couleur brun foncé. Les plantules sont petites, avec des feuilles étroites et une seule tige.

## Utilisation
Cette espèce est utilisée comme plante ornementale dans les jardins et les parcs. Elle a une longue période de floraison et peut être utilisée comme haie ou brise-vent. Les fleurs attirent les abeilles et autres pollinisateurs.

## Systématique
Le nom correct complet (avec auteur) de ce taxon est Adenarake muriculata Maguire & Wurdack (d).
Adenarake muriculataSauvagesia muriculata a pour synonyme :
- Sauvagesia muriculata (Maguire & Wurdack)

Ce taxon porte en anglais le nom vernaculaire ou normalisé suivant : Muriculate Beakrush.